# Національне шосе 1 (Фінляндія)
Національне шосе 1 (фін. Valtatie 1 або фін. Ykköstie; швед. Riksväg 1) є основним маршрутом між великими містами Гельсінкі та Турку на півдні Фінляндії. Він пролягає від Мунккініемі в Гельсінкі до VI округу Турку і є частиною європейського маршруту E18. Дорога на всій своїй довжині є автострадою.
Перша частина автомагістралі була побудована в 1960-х роках між центром Гельсінкі та Кільцевою дорогою III, а в 1970-х роках була продовжена до Лог'янхар'ю. На іншому кінці дороги автомагістраль тягнеться від східного Турку до Лахнаярві біля Суомус'ярві. У 2005 році була відкрита частина автомагістралі між Лох'янхар'ю і Лог'я. Остання частина автостради (Лахнаярві–Лог’янхар’ю) була відкрита 28 січня 2009 року. Ця частина автомагістралі містить п'ять тунелів загальною протяжністю 5,2 км. Найдовший тунель (2,230 м, двоствольний) також є другим за довжиною автомобільним тунелем у Фінляндії.

## Маршрут
Дорога проходить через наступні населені пункти:
- Гельсінкі
- Еспоо
- Кірконуммі (Вейккола)
- Віхті
- Лог'я
- Сало
- Пайміо
- Кааріна
- Турку